# Encore un peu de verdure
Encore un peu de verdure (titre original : Greener than you think) est un roman de science-fiction de l'auteur américain Ward Moore paru en 1947.

## Résumé
Un vendeur peu scrupuleux teste un produit chimique sur du chiendent, constate avec effroi que l'herbe commence à croître de manière incontrôlée (très haute, épaisse, dure, impénétrable) et qu'elle finit par engloutir Los Angeles, puis la Californie, puis....

## Critiques spécialisées
Dans sa critique du roman parue en 1975, Jean-Pierre Andrevon considère qu’il est « une loufoquerie colossale, une hénaurmité digne des plus beaux exemples de l'humour à l’américaine. » Il déclare aussi: « En fait, Encore un peu de verdure (Greener than you think en anglais — pour pasticher le Darker than you think de Jack Williamson) est un vrai chef-d'œuvre d'humour noir — pardon, d'humour vert ! — et, je vous le dis tout net, un vrai chef-d'œuvre tout court. »
Dans son introduction à l’édition de 1985, le volume 10 de Classics of Modern Science Fiction, George Zebrowski écrit « Greener Than You Think has always had a good reputation. At best it is regarded as a classic, at worst a very good novel with especially fine comic characterizations. »
Cependant, dans son Histoire de la science-fiction moderne (1984), Jacques Sadoul déclare à propos de ce roman : « L'idée est intéressante, mais la façon de raconter de Ward Moore est lente et ennuyeuse, et l'on croirait lire un auteur britannique de la première époque. »
Le site Goodreads de critiques et de notation de livres attribue au roman une note de 3,59 sur 5, basée sur 339 évaluations et 74 critiques.

## Éditions
- Première édition américaine : Greener than you think, William Sloane Associates, New York, 1947, 358 pages.
- Première édition américaine de poche : édition révisée et abrégée par l’auteur, Ballantine books  1961, 185 pages.
- Classics of Modern Science Fiction, volume 10, Crown Publ. New York 1985, édité par George Zebrowski, préface par Isaac Asimov, version intégrale, 322 pages.
- Première édition française : Encore un peu de verdure, traduit de l'américain par Jane Fillion, Denoël, coll. « Présence du futur », n°194, 1975, 256 pages.